# Аксумлинка
Аксумлинка (чув. Уксāмлā, устар. Большая Аксумла) — река в Нурлатском районе Татарстана. Левобережный приток реки Большой Черемшан, впадает в него на 142 километре. Длина — 21 км, водосборная площадь — 101 км².
Код объекта по Государственному водному реестру — 11010000412112100004896.
На Аксумлинке расположены населённые пункты Якушкино, Аксумла, Илюткино, Бикулово.